# Hope (chanson de XXXTentacion)
Pour les articles homonymes, voir Hope.
Hope est une chanson du rappeur américain XXXTentacion tirée de son deuxième album studio ? et sortie en 2018. Cette chanson est dédiée aux victimes de la fusillade de Parkland, en février 2018,.